# منطقة المخرم
منطقة المخرم منطقة سورية إدارية تتبع محافظة حمص ومركزها مدينة المخرم، بلغ تعداد سكان المنطقة 52,068 نسمة حسب التعداد السكاني لعام 2004.

## نواحي منطقة المخرم
- ناحية مركز المخرم
- ناحية جب الجراح